# Cylindroiulus boleti
Cylindroiulus boleti är en mångfotingart som först beskrevs av Carl Ludwig Koch 1847.  Cylindroiulus boleti ingår i släktet Cylindroiulus och familjen kejsardubbelfotingar. Inga underarter finns listade i Catalogue of Life.